# Edde
Edde je vas na Madžarskem, ki upravno spada pod podregijo Kaposvári Šomodske županije.